# Liste des MP 05
Cette page est une annexe de l'article « MP 05 ».
Cette liste recense les éléments du parc de MP 05, matériel roulant de la Régie autonome des transports parisiens (RATP).

## État du matériel
| Numéro     | Composition                                                 | Mise en service | Radiation | Livrée    | Ligne (année d'arrivée) | Précédentes lignes (année de départ)                       |
| ---------- | ----------------------------------------------------------- | --------------- | --------- | --------- | ----------------------- | ---------------------------------------------------------- |
| 501        | S1 RA 501—N1 RA 501—N2 RA 501—N3 RA 501—N4 RA 501—S2 RA 501 | Novembre 2011   | /         | RATP      | (M) · (1)               | /                                                          |
| 502        | S1 RA 502—N1 RA 502—N2 RA 502—N3 RA 502—N4 RA 502—S2 RA 502 | Novembre 2011   | /         | RATP      | (M) · (1)               | /                                                          |
| 503        | S1 RA 503—N1 RA 503—N2 RA 503—N3 RA 503—N4 RA 503—S2 RA 503 | Novembre 2011   | /         | RATP      | (M) · (1)               | /                                                          |
| 504        | S1 RA 504—N1 RA 504—N2 RA 504—N3 RA 504—N4 RA 504—S2 RA 504 | Novembre 2011   | /         | RATP      | (M) · (1)               | /                                                          |
| 505        | S1 RA 505—N1 RA 505—N2 RA 505—N3 RA 505—N4 RA 505—S2 RA 505 | Novembre 2011   | /         | RATP      | (M) · (1)               | /                                                          |
| 506        | S1 RA 506—N1 RA 506—N2 RA 506—N3 RA 506—N4 RA 506—S2 RA 506 | Novembre 2011   | /         | RATP      | (M) · (1)               | /                                                          |
| 507        | S1 RA 507—N1 RA 507—N2 RA 507—N3 RA 507—N4 RA 507—S2 RA 507 | Novembre 2011   | /         | RATP      | (M) · (1)               | /                                                          |
| 508        | S1 RA 508—N1 RA 508—N2 RA 508—N3 RA 508—N4 RA 508—S2 RA 508 | Novembre 2011   | /         | RATP      | (M) · (1)               | /                                                          |
| 509        | S1 RA 509—N1 RA 509—N2 RA 509—N3 RA 509—N4 RA 509—S2 RA 509 | Novembre 2011   | /         | RATP      | (M) · (1)               | /                                                          |
| 510        | S1 RA 510—N1 RA 510—N2 RA 510—N3 RA 510—N4 RA 510—S2 RA 510 | Novembre 2011   | /         | RATP      | (M) · (1)               | /                                                          |
| 511        | S1 RA 511—N1 RA 511—N2 RA 511—N3 RA 511—N4 RA 511—S2 RA 511 | Décembre 2011   | /         | RATP      | (M) · (1)               | /                                                          |
| 512        | S1 RA 512—N1 RA 512—N2 RA 512—N3 RA 512—N4 RA 512—S2 RA 512 | Décembre 2011   | /         | RATP      | (M) · (1)               | /                                                          |
| 513        | S1 RA 513—N1 RA 513—N2 RA 513—N3 RA 513—N4 RA 513—S2 RA 513 | Décembre 2011   | /         | RATP      | (M) · (1)               | /                                                          |
| 514        | S1 RA 514—N1 RA 514—N2 RA 514—N3 RA 514—N4 RA 514—S2 RA 514 | Décembre 2011   | /         | RATP      | (M) · (1)               | /                                                          |
| 515        | S1 RA 515—N1 RA 515—N2 RA 515—N3 RA 515—N4 RA 515—S2 RA 515 | Décembre 2011   | /         | RATP      | (M) · (1)               | /                                                          |
| 516        | S1 RA 516—N1 RA 516—N2 RA 516—N3 RA 516—N4 RA 516—S2 RA 516 | Août 2012       | /         | RATP      | (M) · (1)               | /                                                          |
| 517        | S1 RA 517—N1 RA 517—N2 RA 517—N3 RA 517—N4 RA 517—S2 RA 517 | Décembre 2011   | /         | RATP      | (M) · (1)               | /                                                          |
| 518        | S1 RA 518—N1 RA 518—N2 RA 518—N3 RA 518—N4 RA 518—S2 RA 518 | Janvier 2012    | /         | RATP      | (M) · (1)               | /                                                          |
| 519        | S1 RA 519—N1 RA 519—N2 RA 519—N3 RA 519—N4 RA 519—S2 RA 519 | Février 2012    | /         | RATP      | (M) · (1)               | /                                                          |
| 520        | S1 RA 520—N1 RA 520—N2 RA 520—N3 RA 520—N4 RA 520—S2 RA 520 | Février 2012    | /         | RATP      | (M) · (1)               | /                                                          |
| 521        | S1 RA 521—N1 RA 521—N2 RA 521—N3 RA 521—N4 RA 521—S2 RA 521 | Mars 2012       | /         | RATP      | (M) · (1)               | /                                                          |
| 522        | S1 RA 522—N1 RA 522—N2 RA 522—N3 RA 522—N4 RA 522—S2 RA 522 | Mars 2012       | /         | RATP      | (M) · (1)               | /                                                          |
| 523        | S1 RA 523—N1 RA 523—N2 RA 523—N3 RA 523—N4 RA 523—S2 RA 523 | Avril 2012      | /         | RATP      | (M) · (1)               | /                                                          |
| 524        | S1 RA 524—N1 RA 524—N2 RA 524—N3 RA 524—N4 RA 524—S2 RA 524 | Avril 2012      | /         | RATP      | (M) · (1)               | /                                                          |
| 525        | S1 RA 525—N1 RA 525—N2 RA 525—N3 RA 525—N4 RA 525—S2 RA 525 | Mai 2012        | /         | RATP      | (M) · (1)               | /                                                          |
| 526        | S1 RA 526—N1 RA 526—N2 RA 526—N3 RA 526—N4 RA 526—S2 RA 526 | Mai 2012        | /         | RATP      | (M) · (1)               | /                                                          |
| 527        | S1 RA 527—N1 RA 527—N2 RA 527—N3 RA 527—N4 RA 527—S2 RA 527 | Mai 2012        | /         | RATP      | (M) · (1)               | /                                                          |
| 528        | S1 RA 528—N1 RA 528—N2 RA 528—N3 RA 528—N4 RA 528—S2 RA 528 | Juin 2012       | /         | RATP      | (M) · (1)               | /                                                          |
| 529        | S1 RA 529—N1 RA 529—N2 RA 529—N3 RA 529—N4 RA 529—S2 RA 529 | Juin 2012       | /         | RATP      | (M) · (1)               | /                                                          |
| 530        | S1 RA 530—N1 RA 530—N2 RA 530—N3 RA 530—N4 RA 530—S2 RA 530 | Juin 2012       | /         | RATP      | (M) · (1)               | /                                                          |
| 531        | S1 RA 531—N1 RA 531—N2 RA 531—N3 RA 531—N4 RA 531—S2 RA 531 | Juillet 2012    | /         | RATP      | (M) · (1)               | /                                                          |
| 532        | S1 RA 532—N1 RA 532—N2 RA 532—N3 RA 532—N4 RA 532—S2 RA 532 | Août 2012       | /         | RATP      | (M) · (1)               | /                                                          |
| 533        | S1 RA 533—N1 RA 533—N2 RA 533—N3 RA 533—N4 RA 533—S2 RA 533 | Septembre 2012  | /         | RATP      | (M) · (1)               | /                                                          |
| 534        | S1 RA 534—N1 RA 534—N2 RA 534—N3 RA 534—N4 RA 534—S2 RA 534 | Septembre 2012  | /         | RATP      | (M) · (1)               | /                                                          |
| 535        | S1 RA 535—N1 RA 535—N2 RA 535—N3 RA 535—N4 RA 535—S2 RA 535 | Septembre 2012  | /         | RATP      | (M) · (1)               | /                                                          |
| 536        | S1 RA 536—N1 RA 536—N2 RA 536—N3 RA 536—N4 RA 536—S2 RA 536 | Septembre 2012  | /         | RATP      | (M) · (1)               | /                                                          |
| 537        | S1 RA 537—N1 RA 537—N2 RA 537—N3 RA 537—N4 RA 537—S2 RA 537 | Octobre 2012    | /         | RATP      | (M) · (1)               | /                                                          |
| 538        | S1 RA 538—N1 RA 538—N2 RA 538—N3 RA 538—N4 RA 538—S2 RA 538 | Octobre 2012    | /         | RATP      | (M) · (1)               | /                                                          |
| 539        | S1 RA 539—N1 RA 539—N2 RA 539—N3 RA 539—N4 RA 539—S2 RA 539 | Octobre 2012    | /         | RATP      | (M) · (1)               | /                                                          |
| 540        | S1 RA 540—N1 RA 540—N2 RA 540—N3 RA 540—N4 RA 540—S2 RA 540 | Octobre 2012    | /         | RATP      | (M) · (1)               | /                                                          |
| 541        | S1 RA 541—N1 RA 541—N2 RA 541—N3 RA 541—N4 RA 541—S2 RA 541 | Novembre 2012   | /         | RATP      | (M) · (1)               | /                                                          |
| 542        | S1 RA 542—N1 RA 542—N2 RA 542—N3 RA 542—N4 RA 542—S2 RA 542 | Novembre 2012   | /         | RATP      | (M) · (1)               | /                                                          |
| 543        | S1 RA 543—N1 RA 543—N2 RA 543—N3 RA 543—N4 RA 543—S2 RA 543 | Novembre 2012   | /         | RATP      | (M) · (1)               | /                                                          |
| 544        | S1 RA 544—N1 RA 544—N2 RA 544—N3 RA 544—N4 RA 544—S2 RA 544 | Décembre 2012   | /         | RATP      | (M) · (1)               | /                                                          |
| 545        | S1 RA 545—N1 RA 545—N2 RA 545—N3 RA 545—N4 RA 545—S2 RA 545 | Décembre 2012   | /         | RATP      | (M) · (1)               | /                                                          |
| 546        | S1 RA 546—N1 RA 546—N2 RA 546—N3 RA 546—N4 RA 546—S2 RA 546 | Décembre 2012   | /         | RATP      | (M) · (1)               | /                                                          |
| 547        | S1 RA 547—N1 RA 547—N2 RA 547—N3 RA 547—N4 RA 547—S2 RA 547 | Février 2013    | /         | RATP      | (M) · (1)               | /                                                          |
| 548        | S1 RA 548—N1 RA 548—N2 RA 548—N3 RA 548—N4 RA 548—S2 RA 548 | Février 2013    | /         | RATP      | (M) · (1)               | /                                                          |
| 549        | S1 RA 549—N1 RA 549—N2 RA 549—N3 RA 549—N4 RA 549—S2 RA 549 | Février 2013    | /         | RATP      | (M) · (1)               | /                                                          |
| 550 (h)    | S1 RC 550—N1 RC 550—N2 RC 550—N3 RC 550—N4 RC 550—S2 RC 550 | Avril 2015      | /         | STIF/RATP | (M) · (1)               | /                                                          |
| 551 (h)    | S1 RC 551—N1 RC 551—N2 RC 551—N3 RC 551—N4 RC 551—S2 RC 551 | Mai 2015        | /         | STIF/RATP | (M) · (1)               | /                                                          |
| 552 (h)    | S1 RC 552—N1 RC 552—N2 RC 552—N3 RC 552—N4 RC 552—S2 RC 552 | Mai 2015        | /         | STIF/RATP | (M) · (1)               | /                                                          |
| 553 (h)    | S1 RC 553—N1 RC 553—N2 RC 553—N3 RC 553—N4 RC 553—S2 RC 553 | Juin 2015       | /         | STIF/RATP | (M) · (1)               | /                                                          |
| 554 (h)    | S1 RC 554—N1 RC 554—N2 RC 554—N3 RC 554—N4 RC 554—S2 RC 554 | Septembre 2015  | /         | STIF/RATP | (2024)                  | (janvier 2016) (juillet 2016) (septembre 2020) (juin 2021) |
| 555 (h)    | S1 RC 555—N1 RC 555—N2 RC 555—N3 RC 555—N4 RC 555—S2 RC 555 | Juin 2015       | /         | STIF/RATP | Sans affectation        | (novembre 2020) (juillet 2023)                             |
| 556 (h)    | S1 RC 556—N1 RC 556—N2 RC 556—N3 RC 556—N4 RC 556—S2 RC 556 | Juin 2015       | /         | STIF/RATP | Sans affectation        | (octobre 2020) (novembre 2023)                             |
| 581 (CA31) | S1 RB 581—N1 RB 581—N2 RB 581—N3 RB 581—N4 RB 581—S2 RB 581 | Mars 2014       | /         | IDFM      | (2022)                  | (M) · (14)                                                 |
| 582 (CA32) | S1 RB 582—N1 RB 582—N2 RB 582—N3 RB 582—N4 RB 582—S2 RB 582 | Avril 2014      | /         | IDFM      | (2023)                  | (M) · (14)                                                 |
| 583 (CA33) | S1 RB 583—N1 RB 583—N2 RB 583—N3 RB 583—N4 RB 583—S2 RB 583 | Avril 2014      | /         | IDFM      | (2022)                  | (M) · (14)                                                 |
| 584 (CA34) | S1 RB 584—N1 RB 584—N2 RB 584—N3 RB 584—N4 RB 584—S2 RB 584 | Mai 2014        | /         | IDFM      | (2023)                  | (M) · (14)                                                 |
| 585 (CA35) | S1 RB 585—N1 RB 585—N2 RB 585—N3 RB 585—N4 RB 585—S2 RB 585 | Novembre 2014   | /         | IDFM      | (2022)                  | (M) · (14)                                                 |
| 586 (CA36) | S1 RB 586—N1 RB 586—N2 RB 586—N3 RB 586—N4 RB 586—S2 RB 586 | Décembre 2014   | /         | IDFM      | (février 2023)          | (M) · (14)                                                 |
| 587 (CA37) | S1 RB 587—N1 RB 587—N2 RB 587—N3 RB 587—N4 RB 587—S2 RB 587 | Janvier 2015    | /         | IDFM      | (2023)                  | (2021)                                                     |
| 588 (CA38) | S1 RB 588—N1 RB 588—N2 RB 588—N3 RB 588—N4 RB 588—S2 RB 588 | Février 2015    | /         | IDFM      | (2023)                  | (2021)                                                     |
| 589 (CA39) | S1 RB 589—N1 RB 589—N2 RB 589—N3 RB 589—N4 RB 589—S2 RB 589 | Mars 2015       | /         | IDFM      | (2022)                  | (M) · (14)                                                 |
| 590 (CA40) | S1 RB 590—N1 RB 590—N2 RB 590—N3 RB 590—N4 RB 590—S2 RB 590 | Avril 2015      | /         | IDFM      | (2022)                  | (M) · (14)                                                 |
| 591 (CA41) | S1 RB 591—N1 RB 591—N2 RB 591—N3 RB 591—N4 RB 591—S2 RB 591 | Mai 2015        | /         | IDFM      | (2022)                  | (M) · (14)                                                 |

(h) désigne les rames hybrides possédant à la fois les automatismes de la ligne 1 et ceux de la ligne 14.